# 森清之
森 清之（もり きよゆき、1964年10月30日 - ）は、日本のアメリカンフットボール指導者である。

## 経歴・人物
愛知県名古屋市出身。名古屋市立菊里高等学校、京都大学卒。
高校時代はバスケットボール部に所属していたが、京都大学入学後に京大アメフト部に入部しアメフトを始めた。京大黄金時代に守備エンド、ラインバッカーとしてプレーし、1986-1987年度の甲子園ボウル、ライスボウルをともに連覇。1988年に京都大学を卒業し味の素に入社するも、母校の恩師である水野弥一に請われて、程なくして退社し、京大アメフト部のフルタイムコーチ、守備コーディネーターに就任。以後、NFLヨーロッパのアムステルダム・アドミラルズ、Xリーグのアサヒビールシルバースター、アサヒ飲料チャレンジャーズのコーチを歴任。2001年に鹿島ディアーズ（リクシルディアーズの前身）のヘッドコーチに就任し、2010年のライスボウルを制覇。選手としても、指導者としても、アメフト日本一を達成した。
2011年、2015年の世界選手権では、アメリカンフットボール日本代表の監督を務めた。
2017年から東京大学ウォリアーズのヘッドコーチに就任する一方で、リクシルディアーズの運営会社「ディアーズフットボールクラブ」の代表取締役も引き続き務め、チームを運営している。
2018年、東大アメフト部が関東学生リーグ戦のTOP8（実質的な1部リーグ）に昇格した。
2021年6月13日、公益社団法人日本アメリカンフットボール協会の常務理事に就任した。

## 指導者歴
- 京都大学コーチ（1988年～1996年）
- アムステルダムアドミラルズコーチ（1997年）
- アサヒビールシルバースターコーチ（1997年）
- アサヒ飲料チャレンジャーズコーチ（2000年）
- 鹿島ディアーズヘッドコーチ（2001年～）
- 第2回Ｗ杯フランクフルト大会日本代表オフェンシブコーディネーター（2003年）
- ジャパンUSAボウル日本代表ヘッドコーチ（2005年）
- 第3回Ｗ杯川崎大会日本代表オフェンシブコーディネーター（2007年）
- ノートルダムジャパンボウル日本代表ヘッドコーチ（2009年）
- ジャーマンジャパンボウル日本代表ヘッドコーチ（2010年）